# Mount Plymouth
Mount Plymouth est une census-designated place située dans le comté de Lake en Floride, aux États-Unis. Sa population s’élevait à 4 011 habitants lors du recensement de 2010.
Mount Plymouth est située dans la partie est du comté de Lake. Elle est bordée au sud par la ville d'Apopka.

## Démographie
| 2000  | 2010  | - | - | - | - |
| ----- | ----- | - | - | - | - |
| 2 814 | 4 011 | - | - | - | - |